# Atentatul asupra lui Martin Luther King

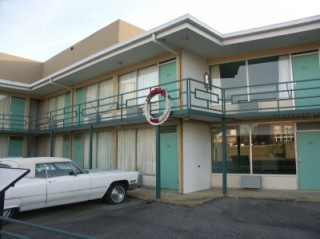
Casa în care a fost ucis King, azi muzeu

Atentatul asupra lui Martin Luther King a avut loc la 4 aprilie 1968 în Memphis statul Tennessee. Împușcarea lui  Martin Luther King a dus la tulburări politice, și azi se presupune că uciderea pastorului baptist de culoare a fost o conspirație politică. În SUA sunt considerate crime politice atentatele asupra lui John F. Kennedy și Martin Luther King. Organizatorii atentatului n-au fost descoperiți, arestat pentru atentat a fost James Earl Ray.